# Vladimir Ladislas Tarasevitch
Vladimir Ladislas Tarasevitch (in bielorusso Уладзімір Тарасевіч?, Uladzimir Tarasevič; Klešnjaki, 27 novembre 1921 – Chicago, 2 gennaio 1986) è stato un vescovo cattolico bielorusso naturalizzato statunitense della Chiesa greco-cattolica bielorussa.

## Biografia
Uladzimir Tarasevič nacque a Klešnjaki, vicino a Hrodna, il 27 novembre 1921. La sua era una famiglia di cultura bielorussa in territorio polacco.

### Formazione e ministero sacerdotale
Nel 1939, a causa dello scoppio della seconda guerra mondiale, emigrò all'estero. Grazie all'aiuto di suo zio, padre Ivan Taraszewicz trovò rifugio negli Stati Uniti d'America, nell'abbazia di San Procopio a Lisle. Iniziò la sua formazione per il sacerdozio presso il seminario minore di Chicago che poi proseguì presso l'Università Cattolica d'America di Washington. Nel 1943 entrò nella Congregazione americana cassinese dell'Ordine di San Benedetto. Il 16 giugno 1944 professò i voti perpetui e il 26 maggio 1949 venne ordinato presbitero.
Dopo aver ricevuto l'ordinazione sacerdotale, si unì alla vita religiosa dei benedettini di rito bizantino negli Stati Uniti d'America. Negli anni '50 conseguì il dottorato presso la Pontificia Università Gregoriana e presso il pontificio istituto orientale di Roma. Dal 1955 al 1958 lavorò come docente nelle scuole cattoliche di Chicago e venne coinvolto nel lavoro pastorale tra i greco-cattolici bielorussi residenti in quel paese. Contribuì a creare programmi radio diretti alla minoranza bielorussa residente a Chicago e divenne direttore della rivista La verità e la voce della Chiesa.
Tra il 1957 e il 1959 fondò la parrocchia greco-cattolica di Cristo Redentore a Chicago, che nel 1958 era l'unico luogo negli Stati Uniti d'America, dove veniva celebrata la divina liturgia per i fedeli della Chiesa greco-cattolica bielorussa. Rimase parroco di questa chiesa fino alla morte. Il 25 aprile 1959 di fronte al Congresso degli Stati Uniti d'America chiese di pregare per il popolo della Bielorussia. Nel 1975 venne nominato archimandrita.

### Ministero episcopale
Il 1º luglio 1983 papa Giovanni Paolo II lo nominò vescovo titolare di Mariamme e visitatore apostolico per i fedeli della Chiesa greco-cattolica bielorussa della diaspora. Ricevette l'ordinazione episcopale l'8 settembre successivo dall'eparca di San Nicola di Chicago Innocent Hilarion Lotocky, co-consacranti il vescovo di Salina Daniel William Kucera e l'eparca di Parma Emil John Mihalik. Svolse però le sue funzioni per poco tempo. L'unico suo decreto come vescovo fu l'atto di elevare a monastero stauropegico - ovvero dipendente direttamente dal sinodo della Chiesa e non del vescovo locale - il monastero dei Santi Cirillo e Metodio in Polonia. Con lo stesso atto il superiore padre Nikodem venne elevato al rango di igumeno.
Morì a Chicago il 2 gennaio 1986 per un tumore. È sepolto nel cimitero dell'abbazia di San Procopio a Lisle.

## Genealogia episcopale
La genealogia episcopale è:
- Arcivescovo Michal Rahoza
- Arcivescovo Hipacy Pociej
- Arcivescovo Iosif Rucki
- Arcivescovo Antin Selava
- Arcivescovo Havryil Kolenda
- Arcivescovo Kyprian Žochovs'kyj
- Arcivescovo Lev Zaleski
- Arcivescovo Jurij Vynnyc'kyj
- Arcivescovo Luka Lev Kiszka
- Vescovo György Bizánczy
- Vescovo Inocențiu Micu-Klein, O.S.B.M.
- Vescovo Mihály Emánuel Olsavszky, O.S.B.M.
- Vescovo Vasilije Božičković, O.S.B.M.
- Vescovo Grigore Maior, O.S.B.M.
- Vescovo Ioan Bob
- Vescovo Samuel Vulcan
- Vescovo Ioan Lemeni
- Arcivescovo Spyrydon Lytvynovyč
- Arcivescovo Josyf Sembratowicz
- Cardinale Sylwester Sembratowicz
- Arcivescovo Julian Kuiłovskyi
- Arcivescovo Andrej Szeptycki, O.S.B.M.
- Cardinale Josyp Ivanovyč Slipyj
- Vescovo Innocent Hilarion Lotocky, O.S.B.M.
- Vescovo Vladimir Ladislas Tarasevitch, O.S.B.